# Péter Esterházy
Péter Esterházy von Galántha [ˈpeːtɛr ˈɛstɛrhaːzi] (ur. 14 kwietnia 1950 w Budapeszcie, zm. 14 lipca 2016 tamże) – węgierski pisarz i eseista. Jego bratem był piłkarz Márton Esterházy, a dziadkiem były premier Węgier Móric Esterházy.

## Życiorys
Esterházy pochodził ze starej magnackiej rodziny. W czasach rządów komunistycznych rodzina została pozbawiona majątku. Przyszły pisarz ukończył studia matematyczne i pracował w latach 1974–1978 w branży IT, w 1979 rozpoczął karierę pisarską, zdobywając sobie uznanie serią opowiadań i powieści. W 1980/90 przebywał na stypendium DAAD w RFN, 1996/97 był członkiem Kolegium Naukowego (Wissenschaftskolleg) w Berlinie, był również członkiem Niemieckiej Akademii Języka i Literatury (Deutsche Akademie für Sprache und Dichtung).
Jego najbardziej znaczącym dziełem jest pochodząca z 2001 r. Harmonia caelestis, w której opisuje Węgry i Europę na tle historii własnej rodziny. Pisał ją nieświadomy faktu trzydziestoletniej współpracy własnego ojca z węgierskimi służbami bezpieczeństwa. Dowiedziawszy się o tym wątek ten rozwinął w kolejnym tomie, napisanym rok później Javított kiadás – melléklet a Harmonia caelestishez (Wydanie poprawione – dodatek do Harmonii caelestis).

## Wybór dzieł
- Termelési regény (1979)
- Ágnes (1982)
- A szív segédigéi (1985) – Czasowniki posiłkowe serca (2003)
- Ki szavatol a lady biztonságáért? (1986)
- Kis magyar pornográfia (1987)
- Fuharosok (1988) – Wozacy (1998)
- Hrabal könyve (1991) – Księga Hrabala (1994)
- Hahn-Hahn grófnő pillantása (1992)
- Egy történet: Élet és irodalom (1994)
- Egy nő (1996)
- Válogatás A kitömött hattyú, Egy kékharisnya följegyzéseiből, Egy kék haris, és A halacska csodálatos élete c. művekből (1999)
- Harmonia caelestis (2001)
- Fancsikó és Pinta : írások egy darab madzagra fűzve (2002)
- Javított kiadás – melléklet a Harmonia caelestishez (2002)
- A szabadság nehéz mámora (2003; válogatott esszék, cikkek)
- Utazás a tizenhatos mélyére (2006)
- Rubens és a nemeuklideszi asszonyok (2007; cztery dramaty)
- Semmi művészet (2008) – Niesztuka (2010), książka roku 2009 Deutsche Akademie für Fußball-Kultur